# Angus Wells
Angus Wells, född 26 mars 1943 i Bromley, England, död 11 april 2006 i Nottingham, England, var en brittisk författare av science fiction, fantasy och västernromaner.  Wells skrev förutom under eget namn även under pseudonymerna Ian Evans, Matthew Kirk och James. A Muir. Tillsammans med John Harvey användes han pseudonymerna William S. Brady, J. B. Dancer och J. D. Sandon. Andra pseudonymer som Wells delade med andra författare var Charles C. Garrett (tillsammans med Laurence James), Richard Kirk (tillsammans med Robert Holdstock), Charles R. Pike (tillsammans med Terry Harknett och Kenneth Bulmer) och Andrew Quiller (tillsammans med Kenneth Bulmer och Laurence James). 
Wells arbetade som publicist och redaktör innan han blev heltidsförfattare.
Många av Wells västernromaner översattes till svenska och utgavs av B. Wahlströms Bokförlag i olika serier. Två olika böcker om Breed fick samma titel på svenska: "Hämnaren från Santa Fe".
Wells dog av en eldsvåda i sitt hus i Nottingham 2006.

### Som James A. Muir

#### Breed
- 1 The Lonely Hunt (1970) (Hämnaren från Santa Fe, 1979, Wild West nr 63)
- 2 The Silent Kill (1977) (Jag ska hämnas, 1980, Wild West nr 67)
- 3 Cry for Vengeance (1977) (Ge dig eller dö, 1980, Wild West nr 69)
- 4 Death Stage (1977) (Bakhållet, 1980, Wild West nr 71)
- 5 The Gallows Tree (1978) (Hängd mans skugga, 1981, Wild West nr 73)
- 6 The Judas Goat (1978) (Öga för öga, 1981, Wild West nr 77)
- 7 Time of the Wolf (1978) (Hämnaren från Santa Fe, 1982, Walter Colt nr 12)
- 8 Blood Debt (1979)
- 9 Blood Stock! (1979) (Blodiga spår, 1983, Bästa Västern nr 96)
- 10 Outlaw Road (1979) (Med hämnd i blodet, 1984, Bästa Västern nr 103)
- 11 The Dying and the Damned (1980) (Dödens färd, 1985, Bästa Västern nr 105)
- 12 Killer's Moon (1980) (Två tackor silver, 1985, Bästa Västern nr 109)
- 13 Bounty Hunter! (1980) (Den grymma hämnden, 1986, Bästa Västern nr 111)
- 14 Spanish Gold (1981)
- 15 Slaughter Time (1981) (Dödens timme, 1986, Bästa Västern nr 113)
- 16 Bad Habits (1981) (Hämndens minut, 1986, Bästa Västern nr 117)
- 17 The Day of the Gun (1982) (Revolvermannens hämnd, 1987, Bästa Västern nr 119)
- 18 The Colour of Death (1982) (Dödens färg, 1987, Bästa Västern nr 121)
- 19 Blood Valley (1983)
- 20 Gundown! (1983)
- 21 Blood Hunt (1984)
- 22 Apache Blood (1985)

### Som Charles R. Pike

#### Jubal Cade
- 4 Killer Silver (1975) (Mannen med ärret, 1977, Sheriff nr 130)
- 5 Vengeance Hunt (1974) (Hämnaren utan nåd, 1978, Sheriff nr 133)
- 6 The Burning Man (1976) (Brinnande hat, 1978, Sheriff nr 138)
- 7 The Golden Dead (1976) (Apachernas guld, 1979, Sheriff nr 140)
- 8 Death Wears Grey (1976) (Farlig väg, 1979, Sheriff nr 142)
- 9 Days of Blood (1977)
- 10 The Killing Ground (1977)
- 12 Bounty Road (1978)
- 13 Ashes and Blood (1979)
- 14 The Death Pit (1980)
- 15 Angel of Death (1980)
- 16 Mourning Is Red (1981)
- 17 Bloody Christmas (1981)
- 18 Time of the Damned (1982)
- 19 The Waiting Game (1982)
- 20 Spoils of War (1982)
- 21 The Violent Land (1983)
- 22 Gallows Bait (1983)